# Patric
Patric (Mula, 1993. április 17. –) spanyol labdarúgó, posztját tekintve hátvéd, jelenleg az olasz Lazio játékosa.

## Pályafutása

### FC Barcelona
Patric Murciában született, Mula községben. 2008-ban, 15 évesen csatlakozott az FC Barcelona utánpótlás akadémiájához, a La Masiához. Posztja eredetileg védekező középpályás, de Eusebio Sacristán a B csapat vezetőedzője többször is a védelem jobb oldalán számított a játékára.
2012. szeptember 22-én debütált a katalánok tartalékcsapatában, amikor Gerard Deulofeu cseréjeként a második félidőben beállt a Hércules CF elleni másodosztályú bajnokin (3-0). November 26-án a felnőttek között is pályára lépett; Carles Puyolt váltotta az AFC Ajax ellen 1-2 arányban elveszített Bajnokok Ligája mérkőzésen.
Első gólját 2015. február 28-án szerezte, az RCD Mallorca elleni hazai 2-4-es vereség alkalmával. Az idény végén a katalánok tartalékcsapata kiesett a Segunda Divisionból.

### Lazio
2015. június 8-án Patric négy évre szóló szerződést írt alá az olasz Lazióhoz. Augusztus 30-án, a Chievo ellen debütált az olasz élvonalban.

## Statisztika
2019. március 17-jén frissítve.
| Klub           | Szezon         | Bajnokság     | Bajnokság | Kupa          | Kupa  | Nemzetközi mérkőzés |       | Egyéb         |       | Összes        | Összes |
| Klub           | Szezon         | Pályára lépés | Gólok     | Pályára lépés | Gólok | Pályára lépés       | Gólok | Pályára lépés | Gólok | Pályára lépés | Gólok  |
| -------------- | -------------- | ------------- | --------- | ------------- | ----- | ------------------- | ----- | ------------- | ----- | ------------- | ------ |
| Barcelona B    |                |               |           |               |       |                     |       |               |       |               |        |
| 2012–13        | 20             | 0             | —         | —             | —     | —                   | —     | —             | 20    | 0             |        |
| 2013–14        | 35             | 1             | —         | —             | —     | —                   | —     | —             | 35    | 1             |        |
| 2014–15        | 32             | 3             | —         | —             | —     | —                   | —     | —             | 32    | 3             |        |
| Barcelona      | 2013-14        | 0             | 0         | 0             | 0     | 1                   | 0     | 0             | 0     | 1             | 0      |
|                | Összesen       | 87            | 4         | 0             | 0     | 1                   | 0     | 0             | 0     | 88            | 4      |
| Lazio          | 2015–16        | 9             | 0         | 0             | 0     | 0                   | 0     | 0             | 0     | 9             | 0      |
| Lazio          | 2016–17        | 19            | 0         | 2             | 0     | —                   | —     | —             | —     | 13            | 0      |
| Lazio          | 2017-18        | 11            | 0         | 1             | 0     | 9                   | 0     | 0             | 0     | 21            | 0      |
| Lazio          | 2018-19        | 11            | 0         | 1             | 0     | 1                   | 0     | 0             | 0     | 13            | 0      |
| Lazio          | Összesen       | 50            | 0         | 4             | 0     | 10                  | 0     | 0             | 0     | 64            | 0      |
| Karrier összes | Karrier összes | 137           | 4         | 4             | 0     | 11                  | 0     | 0             | 0     | 152           | 4      |

## Külső hivatkozások
- FC Barcelona official profile